# Motta Visconti
Motta Visconti – miejscowość i gmina we Włoszech, w regionie Lombardia, w prowincji Mediolan.
Według danych na rok 2004 gminę zamieszkiwało 6070 osób, 674,4 os./km².